# David Bitan

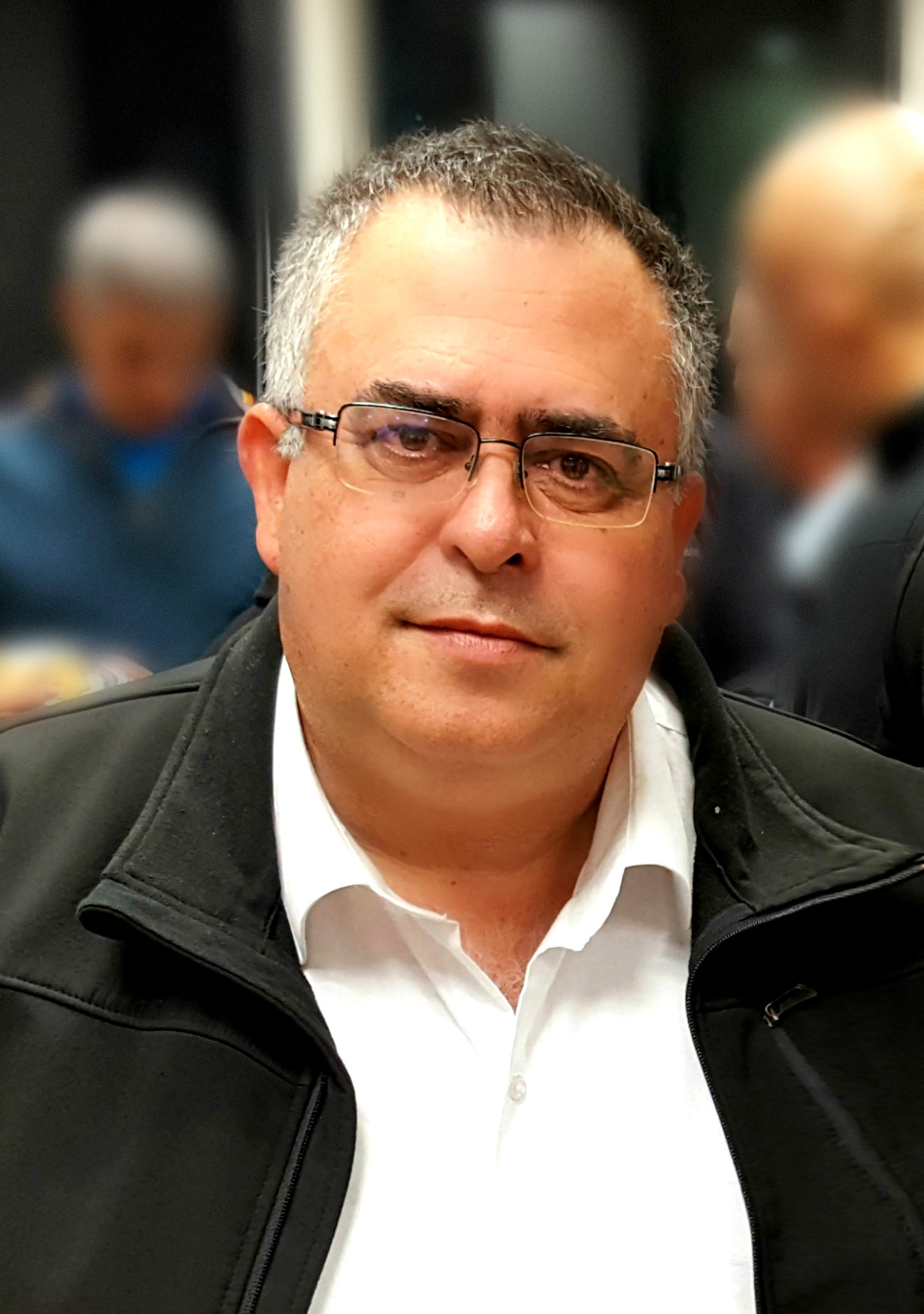
David Bitan

David Bitan (hebräisch דוד ביטן‎, * 1962 in Marokko) ist ein israelischer Politiker der Partei Likud.

## Leben
Er wurde in Marokko geboren.  Als er fünf Jahre alt war immigrierte seine Familie nach Israel. Bitan studierte Jura an der Universität Tel Aviv und ist seit 1987 als Rechtsanwalt in Israel tätig. 1988 wurde Bitan Mitglied des Stadtrates von Rischon LeZion, dessen Stellvertretender Bürgermeister er wurde. Seit 2015 ist Bitan Abgeordneter in der Knesset.